# Акация низбегающая
Ака́ция низбегающая (лат. Acacia decurrens) — вид деревьев из рода Акация (Acacia) семейства Бобовые (Fabaceae).

## Распространение и экология
В природе ареал вида охватывает южные районы Австралии — Новый Южный Уэльс, Виктория, южная часть Квинсленда и остров Тасмания.
Растёт быстро — семена прорастают на 8—10-й день после посева. В первый год при весеннем посеве достигает высоты 1,1—2,3 м; на второй — 4,8—6,3 м, на третий — в среднем 7,5 м, при диаметре ствола 5,5 см на высоте 1 м.

## Ботаническое описание
Дерево высотой до 18 м, с широко раскидистой кроной и стволом до 40 см в диаметре. До возраста 3 лет окраска ствола и ветвей светло-зелёная. Кора с резко выступающими гребневидными полосами. Ветви в молодости четырёхгранные, крылатые, крылья окрашены антоцианом. Корневая система мощная.
Листья дважды парноперистые, длиной 18—26 см, шириной 12—18 см, светло-зелёные, из 9—11 пар ветвей голого стержня, каждая ветвь которого несёт 16—44 пары узколинейных, почти игловидных голых листочков длиной около 6—7 мм, шириной 0,5 мм, размещённых сравнительно редко; основание черешка слабо вздутое. Прицветники на коротких ножках с расширенной частью буро-охристой окраски, по краю опушённые длинными волосками.
Соцветия — редкие метёлки с 5—8 ответвлениями, по 8—11 головок на каждом; цветки пятичленные, тёмно-лимонно-жёлтые, в шаровидных головках диаметром 6—8 мм, сидящих на ножках длиной до 5 мм. Чашечка коническая, чашелистики лимонно-жёлтые, сросшиеся почти доверху, редко опушённые по верхнему краю; венчик глубоко рассечённый, с широко или узколанцетными лепестками, сросшимися у основания, заостряющимися к верхушке. Тычинок много, с лимонно-желтыми нитями и темно-лимонно-желтыми пыльниками.
Бобы плоские, длиной до 8,8 см, шириной 0,7 см, прямые или слегка изогнутые, тёмно-коричневые, почти чёрные. Семена удлиненно чечевицеобразные, чёрные, блестящие.
Цветёт со второго года жизни, в июне — августе.

## Значение и применение
В коре растений в возрасте 1,5 лет содержится 6—6,1 % таннидов; в коре 2—2,5-летних растений — 13,9—21,9 % таннидов при 49,2—65,5 % доброкачественности.

## Таксономия
Вид Акация низбегающая входит в род Акация (Acacia) трибы Acacieae подсемейства Мимозовые (Mimosoideae) семейства Бобовые (Fabaceae) порядка Бобовоцветные (Fabales).
|  |                                      |  |                                                             |                                                             |                   |  | ещё 3 семейства (согласно Системе APG II) | ещё 3 семейства (согласно Системе APG II)    |                                              |  |  |  | ещё около 80 родов   | ещё около 80 родов     |  |  |
|  |                                      |  |                                                             |                                                             |                   |  | ещё 3 семейства (согласно Системе APG II) | ещё 3 семейства (согласно Системе APG II)    |                                              |  |  |  | ещё около 80 родов   | ещё около 80 родов     |  |  |
|  |                                      |  |                                                             | порядок Бобовоцветные                                       |                   |  |                                           |                                              | подсемейство Мимозовые                       |  |  |  |                      | вид Акация низбегающая |  |  |
|  |                                      |  |                                                             | порядок Бобовоцветные                                       |                   |  |                                           |                                              | подсемейство Мимозовые                       |  |  |  |                      | вид Акация низбегающая |  |  |
|  | отдел Цветковые, или Покрытосеменные |  |                                                             |                                                             | семейство Бобовые |  |                                           |                                              | род Акация                                   |  |  |  |                      |                        |  |  |
|  | отдел Цветковые, или Покрытосеменные |  |                                                             |                                                             |                   |  |                                           |                                              |                                              |  |  |  |                      |                        |  |  |
|  |                                      |  | ещё 44 порядка цветковых растений (согласно Системе APG II) | ещё 44 порядка цветковых растений (согласно Системе APG II) |                   |  |                                           | ещё 2 подсемейства (согласно Системе APG II) | ещё 2 подсемейства (согласно Системе APG II) |  |  |  | ещё около 1300 видов |                        |  |  |
|  |                                      |  |                                                             | ещё 44 порядка цветковых растений (согласно Системе APG II) |                   |  |                                           |                                              | ещё 2 подсемейства (согласно Системе APG II) |  |  |  |                      |                        |  |  |